# Tirreno-Adriatico 1982
Tirreno-Adriatico 1982 est la 17e édition de la course cycliste par étapes italienne Tirreno-Adriatico. L’épreuve se déroule entre le 13 et le 18 mars 1982, sur un parcours final de 819,7 km.
Le vainqueur de la course est l’Italien Giuseppe Saronni (Del Tongo). 

## Classements des étapes
| Étape | Date    | Villes étapes                              | km    | Vainqueur d’étape      | Leader du classement général |
| ----- | ------- | ------------------------------------------ | ----- | ---------------------- | ---------------------------- |
| Pr.   | 13 mars | Cerenova Constantica - C.Constantica (clm) | 7,7   | Gerrie Knetemann (NED) | Gerrie Knetemann (NED)       |
| 1     | 14 mars | Cerenova Constantica - Chianciano Terme    | 199,0 | Giuseppe Saronni (ITA) | Gerrie Knetemann (NED)       |
| 2     | 15 mars | Chianciano Terme - Gubbio                  | 198,0 | Giuseppe Saronni (ITA) | Giuseppe Saronni (ITA)       |
| 3     | 16 mars | Gubbio - Monte San Pietrangeli             | 186,0 | Greg LeMond (USA)      | Greg LeMond (USA)            |
| 4     | 17 mars | S.B del Tronto - S.B del Tronto (clm)      | 18,0  | Gerrie Knetemann (NED) | Gerrie Knetemann (NED)       |
| 5     | 18 mars | Grottammare - S.B del Tronto               | 211,0 | Gregor Braun (GER)     | Giuseppe Saronni (ITA)       |

## Classement général
|    | Cycliste            | Pays       | Équipe               | Temps            |
| -- | ------------------- | ---------- | -------------------- | ---------------- |
| 1  | Giuseppe Saronni    | Italie     | Del Tongo            | 21 h 47 min 22 s |
| 2  | Gerrie Knetemann    | Pays-Bas   | TI-Raleigh           | + 7 s            |
| 3  | Greg LeMond         | États-Unis | Renault              | + 27 s           |
| 4  | Francesco Moser     | Italie     | Famcucine-Campagnolo | + 29 s           |
| 5  | Gregor Braun        | Allemagne  | Capri Sonne          | + 1 min 02 s     |
| 6  | Daniel Willems      | Belgique   | Boule d'Or           | + 1 min 21 s     |
| 7  | Theo de Rooij       | Pays-Bas   | Capri Sonne          | + 1 min 22 s     |
| 8  | Daniel Gisiger      | Suisse     | Hoonved-Bottecchia   | + 1 min 41 s     |
| 9  | Marcel Russenberger | Suisse     | Cilo-Aufina          | + 1 min 54 s     |
| 10 | Silvano Contini     | Italie     | Bianchi-Piaggio      | + 1 min 58 s     |